# Aït Aïssi (village)
Aït Aïssi (en kabyle : Ath Ɛisi, en caractères tifinaghs : ⴰⵜ ⵄⵉⵙⵉ, en arabe : بنى عيسى) est une commune algérienne située dans la wilaya de Tizi Ouzou, en Kabylie. Elle est située à environ 10 km au sud-est de Tizi Ouzou.

## Toponymie
Beni Aïssi est la forme arabisée de Aṭh- Aïssi. Il n'y a pas eu d'études anthropologiques sociales pour déterminer l'origine des Aṭh-Aïssi; par leur mobilité, les berbères sont disséminés un peu partout sur le territoire de l'Algérie; c'est pourquoi, on peut retrouver le nom d'Aṭh-Aïssi même dans le sud algérien.
Le toponyme d'origine désignait empiriquement toute la région (aarch) de Aṭh-Douala (officiellement Beni Douala) et une partie des Iwaḍiyen (Aṭ Abdelmounen et Tagmount El Djedid, jusque l'indépendance), les Aṭh-Z'menzer et les Maatkas qui sont des communes à part. Les aarchs ayant disparu, ils ont donné naissance à d'autres appellations que sont les Daïras.
Aujourd'hui Beni Aïssi, (ou Aṭh- ïssi), est une commune issue du dernier découpage administratif à l'origine de l'éclatement de la grande commune des Aṭh-Dwala érigée en Daïra. Ce découpage a donné naissance à trois communes distinctes dont les Aṭh--Aïssi qui comprend les villages Aguemoun, qui regroupe à lui seul les agglomérations suivantes : Aguemoun Bas, Timizar, Aṭh-Agadh, Aṭh-Haggoun, Isiamran Thavrkoukt, Ighil Bouzerou, village auquel sont rattachés Irehmounen, Thala-Bounane, Thaazivt, Thamaright et Tighzerth, qui comprend également Aṭ Ahmed, Tagmount Z'gaghen eAth-Anane, Thahachat et Thazrouts.
Quant à Aṭ-Dwala qui elle-même est une commune, et qui comprend les villages :THAGMOUNT OUKERROUCHE, Aṭ Mesvah, Icardhiwen; des Aṭ Bouyahia, Amsiwen, Taddart Oufella, Aṭ Idir, Ighil Mimoun, Aṭ Bouali, Tala Khelil, Aṭ Ali Ouali, Thamaghouchth, Aṭ Hlal, et Thaboudeist demeure le chef-lieu de Daïra de laquelle dépend administrativement la commune de Aṭ-Aïssi et Aṭ-Mahmoud ou Aṭ Mahmoud qui comprend les villages suivants, Taguemount Azouz, et Tizi Hibel, village natal de l'écrivain Mouloud Feraoun et de l'écrivaine Fadhma Aït Mansour Amrouche, aussi Taourirt Moussa Wamar, village natal du célèbre chanteur Matoub Lounès, comme les villages de Tagragra, Agouni Arous, Aṭ Khelfoun, Aṭ El Hadj, Thakrarth, et Timegnounine.

## Géographie
La commune de Aṭ-Aïssi est située sur le versant nord de l'Atlas tellien séparé des Hauts Plateaux par la chaîne de montagne du Djurdjura. Le terrain y est accidenté formé en grande partie par des collines en pentes atteignant les neuf cents mètres d'altitude et de quelques plaines à la limite sud de la commune Tizi Ouzou et de la limite ouest de celle d'Irdjen.
Les terres sont peu exploitées en raison de leur forte déclivité, mais on y trouve plantés les arbres fruitiers traditionnels qui constituent la première richesse de ses habitants, tels que l'olivier, le figuier dans toutes ses variétés et un peu de vigne.
Les terres non défrichées demeurent vierges et constituent une grande forêt qui s'étale sur le versant ouest jusqu'à la limite des communes de Aṭ-Douala et des Aṭ-Z'menzer.

### Climat
Le climat méditerranéen, chaud en été et tempéré en hiver, lui donne cet aspect de terres acclimatées où il fait bon y vivre.

### Hydrologie
Peu de rivières la traversent en formant des limites territoriales naturelles avec les communes limitrophes telles que Ath Douala et les Aṭ-Zmenzer. Ils coulent en filet en été, lorsqu'ils ne sont pas secs et charrient les eaux pluviales les autres saisons. Les plus importants sont :
- Ighzar T'maghoucht qui prend sa source au chef-lieu de Aṭ -Douala pour se jeter dans le barrage de Taksebt sous le nom de Ighzar Boutvrine, en formant une limite territoriale entre les deux communes de Ath Douala et Ath Aïssi ; il est grossi d'un affluent appelé Ighzar Bouchène prenant sa source à Tighzert, aux eaux tumultueuses en hiver mais presque à sec en été, lui-même grossi par Tharga Taghrasth qui draine les eaux du versant centre sud de la commune et un peu plus à l'est un autre affluent appelé Ighzar Bouthemdhem qui draine les eaux pluviales de tout le versant sud-est.

- Tassisft Takourat qui prend sa source aux confins nord-ouest de Aṭ Douala, et serpente entre les communes de Beni Douala, les Beni Z'menzer et enfin de Beni Aïssi, pour arroser les plaines nord et pénétrer dans la commune de Tizi-Ouzou avant de se jeter dans le grand oued dit Assif Amraoua au lieu-dit « Pont de Bougie ».

- Ighzar Tazivth, qui draine les eaux pluviales en aval du chef-lieu de commune, grossi par Tharga n'el djemaa à l'est et Ighzar qu'Ighil Bouzerou drainant les eaux pluviales des terres situées à l'ouest, avant de se jeter dans l'Oued Aïssi au lieu-dit Irahalen. Ces rivières, lorsqu'elles ne sont pas alimentées par les eaux de pluie, demeurent à sec la majeure partie du temps.

### Localisation
La commune de Aṭ Aïssi se situe au centre de la wilaya de Tizi-Ouzou. Elle est délimitée :
| Tizi Ouzou  | Tizi Ouzou |            |
| Ath Zmenzer | Ath Aïssi  | Irdjen     |
|             | Ath Douala | Ath Douala |

### Villages de la commune
La commune de Aṭ Aïssi est composée de huit villages :
- Aṭ-Aïssi, chef-lieu de la commune

- Aguemoun (Agemmun)
- Ighil Bouzerou (Iɣil-n-Weẓru).
- Irahmounème
- Taberkoukt (Taberquqt)
- Tamaright (Tamariɣt)
- Taazibth
- Tighzert (Tiɣzert), grand village composé de quatre petits villages rattachés, dont Iouchichene, Aṭ Annane, Aṭ moussa, Thaguemout Zeguaghen
- Thala Bounane (Tala n'Wunan)

## Économie
Le morcellement des terres transmises en héritages rend les cultures céréalières et de légumes secs quasi irréalisables, et ce, même dans le cadre de l'autosuffisance alimentaire (autarcie). Une nouvelle forme d'agriculture fait son apparition caractérisée par l'élevage de bovins en sédentaire, de poules pondeuses et de chair et d'abeilles pour la production de miel des quatre saisons. La commune reste pauvre et tributaire des dotations de l’État pour assurer son fonctionnement et quelques investissements dans les domaines socio-culturel et éducatif.